# 36 Persei
36 Persei, som är stjärnans Flamsteed-beteckning, är en ensam stjärna belägen i den mellersta delen av stjärnbilden, Perseus. Den har en högsta skenbar magnitud på ca 5,32 och är svagt synlig för blotta ögat där ljusföroreningar ej förekommer. Baserat på parallax enligt Gaia Data Release 2 på ca 26,0 mas, beräknas den befinna sig på ett avstånd på ca 121 ljusår (ca 37 parsek) från solen. Den rör sig närmare solen med en heliocentrisk radialhastighet av ca -48 km/s och kan komma så nära Jorden som 36,6 ljusår om ca 660 000 år. Stjärnan används av astronomer som en  standard för stjärnor med liknande spektralklass.

## Egenskaper
Primärstjärnan 36 Persei är en gul till vit jättestjärna  av spektralklass F4 III, som har förbrukat förrådet av väte i dess kärna och nu utvecklats bort från huvudserien. Den har en massa som är ca 1,5 solmassor, en radie som är ca 2,3 solradier och utsänder ca 8,6 gånger mera energi än solen från dess fotosfär vid en effektiv temperatur på ca 6 600 K.
36 Persei är en misstänkt variabel stjärna, som varierar mellan visuell magnitud +5,29 och 5,33 och företer variationer med okänd periodicitet. Den är också en källa till röntgenstrålning.